# Saotomensische Sprache
Die Saotomensische Sprache (Eigenbezeichnung Forro) ist eine portugiesischbasierte Kreolsprache, die in São Tomé und Príncipe gesprochen wird.
Der Name Forro bedeutet „befreiter Sklave“ auf Portugiesisch. Die Sprache wird auch crioulo santomense genannt. Es sollte nicht mit dem Dialekt des Portugiesischen verwechselt werden, der in São Tomé und Príncipe gesprochen wird.

## Klassifikation und verwandte Sprachen
Saotomensisch ist eine Kreolsprache, deren Superstrat die Sprache Portugiesisch ist. Die Substratsprachen sind verschiedene Bantusprachen und Kwa-Sprachen.
Saotomensisch ähnelt stark dem Principensischen, Angolar und dem Annobonesischen.

## Wortschatz und Verwendung
Obwohl das São-Tomeische Kreol einen beschränkten Kontakt mit dem Portugiesischen, das als Prestigesprache betrachtet wurde, hatte und hat, behielt es eine kleine Anzahl an Substrat-Sprachelementen, und zwar mehr als die Kreolsprachen von Kap Verde, die weniger westafrikanische Spuren beibehielten. Inzwischen sind etwa 93 % des Wortschatzes des Saotomensischen aus dem Portugiesischen und nur noch 7 % westafrikanischen Ursprungs.
Obwohl inzwischen 95 % der São Tomeer Portugiesisch beherrschen (die einheimischen westafrikanischen Sprachen sind auf der Insel weitgehend ausgestorben) ist die Nationalsprache Saotomensisch, das von 85 % der Bewohner gesprochen wird.
Einen Versuch, Forro in der Lyrik zu verwenden, unternahm im 19. Jahrhundert Francisco Stockler (Fâchiku Stockler).

## Sprachbeispiel
Allgemeine Erklärung der Menschenrechte, Artikel 1:
- Forro: Tudu nguê di mundu ca nancê livli e igual ni dignidade e ni dirêtu. Punda nen ca pensá e nen tê cunxensa, selá nen fé tudu cuá cu tençón de lumón.[3]
- Portugiesisch: Todos os seres humanos nascem livres e iguais em dignidade e em direitos. Dotados de razão e de consciência, devem agir uns para com os outros em espírito de fraternidade.
- Deutsch: Alle Menschen sind frei und gleich an Würde und Rechten geboren. Sie sind mit Vernunft und Gewissen begabt und sollen einander im Geiste der Brüderlichkeit begegnen.